# Elia Schmid
Elia Schmid (* 22. Mai 1996) ist ein Schweizer Tischtennisspieler.

## Leben
Elia Schmid wurde 1996 geboren und ist in Meiringen aufgewachsen. Er ist die aktuelle Nummer 1 im Schweizer Tischtennis. Über die Tischtennisclubs Interlaken, Spiez, Brügg, Belp, Bulle, Rio-Star Muttenz, Kloten und Wil spielt er jetzt beim TTC Fortuna Passau in der 2. Bundesliga in Deutschland. Schon in jungen Jahren fiel er durch Siege gegen viel ältere Spieler auf. Durch sein Talent stieg er rasch zu einem Schweizer Spitzenspieler auf.
Im März 2014 gewann er gegen seinen damaligen Teamkollegen Lionel Weber in 4:2 Sätzen die Schweizer Meisterschaft bei der Elite. Ein weiterer Erfolg ist die Qualifikation für die Olympischen Jugendspiele 2014 in Nanjing. Am Qualifikationsturnier in Kairo schlug er den belgischen Turnierfavoriten Martin Allegro im Final klar mit 4:1, obwohl dieser 22 Plätze höher in der U18-Weltrangliste stand. Zudem gelang ihm der Viertelfinaleinzug an der Jugend-EM in Riva del Garda im Jahr 2014. Im Dezember 2016 trat er selbst für Insider überraschend aus der Nationalmannschaft zurück. Im April 2016 stand er noch auf Platz 228 der Weltrangliste. Im März 2018 gewann er in Neuenburg seinen 2. Titel der Schweizer Meisterschaft bei der Elite gegen Lars Posch mit 4:2.

## Turnierergebnisse
| Verband | Veranstaltung       | Jahr | Ort          | Land | Einzel    | Doppel | Mixed      | Team  |
| ------- | ------------------- | ---- | ------------ | ---- | --------- | ------ | ---------- | ----- |
| SUI     | Weltmeisterschaft   | 2016 | Kuala Lumpur | MAS  |           |        |            | 41–44 |
| SUI     | Europameisterschaft | 2016 | Budapest     | HUN  | letzte 64 | Qual.  | letzte 64  |       |
| SUI     | Weltmeisterschaft   | 2015 | Suzhou       | CHN  | Qual.     | Qual.  | letzte 128 |       |

## Erfolge
- 2018 Schweizer Meister Elite im Einzel
- 2017 Schweizer Meister im Doppel mit Christian Hotz
- 2016 Schweizer Meister im Mixed Doppel mit Rahel Aschwanden
- 2015 Schweizer Cupsieger Mannschaft mit dem TTC Rio-Star Muttenz
- 2015 Schweizer Meister Mannschaft mit dem TTC Rio-Star Muttenz
- 2014 Schweizer Meister Mannschaft mit dem TTC Rio-Star Muttenz
- 2014 Schweizer Meister Elite im Einzel
- 2014 Viertelfinaleinzug an der U18-Europameisterschaft im Einzel in Riva del Garda
- 2014 Teilnehmer an der Jugend Olympia in Nanjing
- 2010 Schweizer Meister im Einzel U15
- 2010 Schweizer Top 8 Sieger im Einzel U15
- 2009 Schweizer Top 8 Sieger im Einzel U13
- 2008 Schweizer Meister im Einzel U13
- 2008 Schweizer Top 8 Sieger im Einzel U13
- 2007 Schweizer Top 8 Sieger im Einzel U13